# (9453) Mallorca
(9453) Mallorca és un asteroide descobert el 19 de març de 1998 per Àngel López i Rafael Pacheco a l'Observatori Astronòmic de Mallorca. La seva designació provisional fou 1998 FO1. Els descobridors van voler batejar-lo amb el nom de l'illa de Mallorca pel fet d'ésser el primer asteroide descobert des d'ella.